# Amtsbezirk Feldstedt
Der Amtsbezirk Feldstedt war ein Amtsbezirk im Kreis Apenrade in der Provinz Schleswig-Holstein.
Der Amtsbezirk wurde 1889 gebildet und umfasste den Gutsbezirk Grüngrift und die folgenden Gemeinden:  
1. Baurup
2. Feldstedt
3. Feldstedtholz
4. Schobüllgaard
5. Schweirup
6. Tombüll
7. Trasbüll
8. Warnitz

1920 wurde der Amtsbezirk aufgelöst und die Gemeinden aufgrund der Volksabstimmung in Schleswig an Dänemark abgetreten.